# Das Traumschiff: Amazonas
Das Traumschiff: Amazonas ist ein deutscher Fernsehfilm von Alfred Vohrer aus dem Jahr 1983. Es ist der elfte Film der Reihe Das Traumschiff des Fernsehsenders ZDF.

## Handlung
Die Handlung besteht aus drei Geschichten, die jeweils einen eigenen Untertitel haben und wie üblich nebeneinander spielen.
Der Heiratsschwindler
Gunda Beck sieht an Bord Balduin Glöckner, einen Heiratsschwindler, der sie einst betrogen hat und nach drei Jahren Haft nun wieder auf freiem Fuß ist. Sie warnt die anderen Frauen auf dem Schiff, an die der charmante Balduin sich ranmacht, aber diese nehmen die Warnung nicht so ernst. Insbesondere die beiden reichen Amerikanerinnen Agnes und deren Mutter sind ganz verzückt von ihm und weinen ihm sogar dann noch nach, als er wegen eines aufgeflogenen Diebstahls im nächsten Hafen das Schiff verlassen muss.
Frau Schliemann und das Abenteuer
Linda Schliemann will ihre kritische Mutter Charlotte auf der Reise mit ihrem Freund Roland bekannt machen, der auf dem Schiff arbeitet und die beiden bedient, doch sagt sie ihr erst einmal nichts von ihrer Beziehung. Der charmante Roland macht nicht nur den erhofften positiven Eindruck auf Charlotte, sondern sie flirtet sogar mit ihm und will etwas mit ihm anfangen. Doch bald klärt sich, dass ihre Tochter Linda mit ihm zusammen ist.
Der Kinderfeind
Herr Mangold mag keine Kinder und so fühlt er sich auch von der kleinen Ulrike von Anfang an gestört. Nachdem Ulrikes Mutter sich beim Tischtennis auf dem Deck verletzt und sich im Bett schonen muss, hängt sich Ulrike an den von ihr genervten Herrn Mangold an, der sie später aus dem Fluss rettet, als sie unbedacht hineinläuft und unterzugehen droht. Schließlich verträgt er sich nicht nur mit Ulrike, sondern findet auch Gefallen an ihrer Mutter und umgekehrt.

## Produktion
Gedreht wurde auf dem Schiff Astor, das zu Beginn aus dem Hamburger Hafen ausläuft, und am Amazonas.
Es ist der fünfte Film der Reihe mit Heinz Weiss als Kapitän Heinz Hansen.

## Veröffentlichung
Die Erstausstrahlung war am Sonntag, den 18. Dezember 1983 im ZDF.